# Héctor Hernández García
Héctor Hernández García, né le 6 décembre 1935 à Guadalajara au Mexique et mort le 15 juin 1984, est un joueur de football international et entraîneur mexicain.